# Curly Neal
Frederick „Curly” Neal (ur. 19 maja 1942 w Greensboro, zm. 26 marca 2020 w Houston) – amerykański koszykarz zawodowy, zawodnik drużyny Harlem Globetrotters.

## Kariera
W ciągu 22 sezonów (1963–1985) rozegrał ponad 6 tysięcy minut. Za swoje zasługi został także wprowadzony do Galerii Sław Sportu stanu Karolina Północna.